# Puzzle Bobble
Puzzle Bobble (パズルボブル Pazuru Boburu?), también conocido como Bust-a-Move, es un videojuego de tipo puzle publicado originalmente como arcade por Taito en 1994; e inspirado en el arcade de 1986 Bubble Bobble. El videojuego se ha convertido en una saga, dando lugar a distintas secuelas y conversiones a sistemas domésticos.

## Versiones
Se publicaron dos versiones diferentes del juego original. En junio de 1994 Taito publicó, sólo en Japón, Puzzle Bobble, que funcionaba sobre una placa Taito B System y tuvo el título preliminar de "Bubble Buster". Seis meses después, en diciembre, se publicó la versión internacional para Neo-Geo MVS de Puzzle Bobble. Era prácticamente idéntica aparte de tener sonido estéreo, algunos efectos de sonido distintos y los textos traducidos.
La versión de Neo-Geo podía configurarse para que mostrase el título alternativo de "Bust a Move", que fue usado en Estados Unidos, Canadá y algunas veces en Europa. Este modo, en vez de la advertencia que indica que solo operaba en un territorio particular, presentaba mensajes contra la droga y a favor del reciclaje en la secuencia de título.

## Jugabilidad

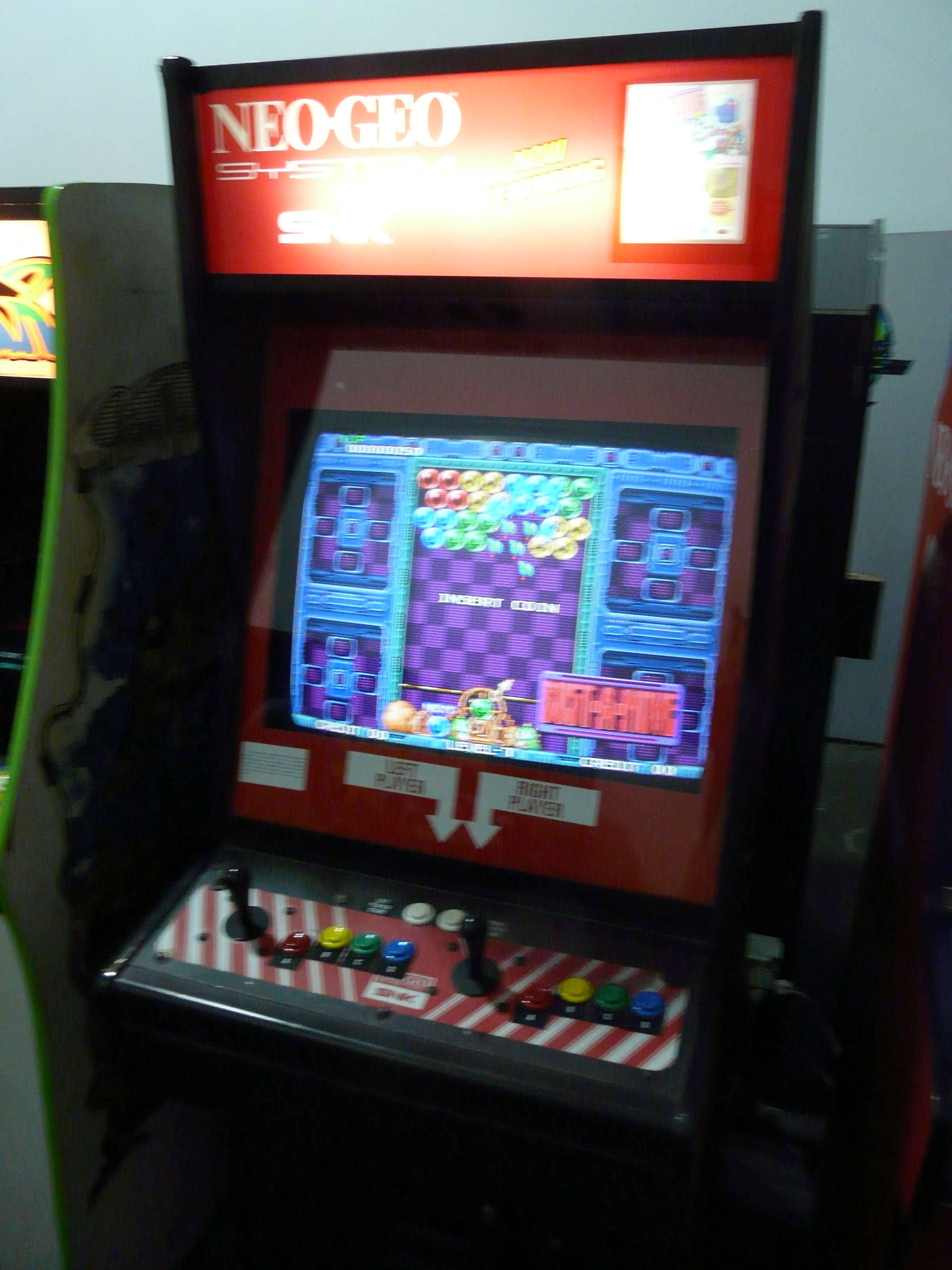
Una cabina de Puzzle Bobble.

El objetivo del juego es eliminar todas las burbujas que se encuentran en la parte superior de la zona rectangular en donde se encuentra el personaje. Para ello, el jugador deberá disparar burbujas desde la zona inferior con el objetivo de hacer coincidir los colores de las burbujas en una serie de tres o más elementos del mismo color. Tras limpiar la zona de juego, la siguiente fase comienza con un nuevo patrón de burbujas a eliminar.
Al inicio de cada ronda, la zona de juego contiene una cantidad de burbujas de colores dispuestas según un patrón predefinido. A veces estas burbujas (bubbles) son denominadas bolas (balls) en la traducción [cita requerida]. Al fondo de la pantalla, el jugador controla un artilugio denominado puntero (pointer), con el que apunta y dispara burbujas hacia arriba. El color de las burbujas a disparar se genera aleatoriamente siendo escogido de entre los colores que presentan las burbujas que todavía quedan en pantalla.
Las burbujas disparadas viajan en línea recta, pudiendo rebotar contra los laterales del rectángulo, y se detienen cuando tocan otra burbuja o alcanzan la parte superior del rectángulo. Cuando una burbuja choca con un grupo de dos o más burbujas de idéntico color, estas revientan y son eliminadas del campo de juego, al tiempo que se reciben puntos por la cantidad de burbujas reventadas. Cada burbuja es disparada automáticamente tras un cierto tiempo si el jugador permanece inactivo.
Después de cierto número de disparos, el techo del rectángulo comienza a descender de forma paulatina, junto con todas las burbujas pegadas a él. El número de disparos entre cada descenso del techo está influenciado por el número de colores de las burbujas que aún quedan [cita requerida]. Cuanto más cerca están las burbujas del fondo de la pantalla, más rápido suena la música. La partida se acaba cuando las burbujas cruzan la línea del fondo el jugador que sirve como piso.

## Sistema de puntuación
Como sucedía con muchos de los arcades más populares[cita requerida], los jugadores experimentados (que podían completar el juego con relativa facilidad) se sentían mucho más interesados en el desafío secundario de obtener una alta puntuación (high score) [cita requerida], objetivo que implicaba mucha más habilidad y estrategia. Puzzle Bobble oosee un sistema de puntuación exponencial que permite la obtención de puntuaciones. [cita requerida]
Las burbujas reventadas (esto es, las burbujas del mismo color que desaparecen) valen 10 puntos cada una. Sin embargo, las burbujas caídas (es decir, las que colgaban de las burbujas explotadas) poseen los siguientes valores: una da 20 puntos, dos dan 40, tres dan 80. Estos números siguen doblándose con cada burbuja caída adicional, hasta 17 o más burbujas caídas, que dan 1 310 720 puntos. Es posible conseguir este máximo en la mayoría de las rondas (en ocasiones dos veces o más), resultando en un marcador total potencial de 30 millones o más.
También se reciben puntos de bonus por completar una ronda rápido. El máximo de 50 000 puntos de bonus se obtiene si se vence la ronda en 5 segundos o menos; este bonus desciende hasta cero a lo largo del primer minuto, a partir del cual no se recibe ningún bonus.

## Modo de dos jugadores
No hay rondas en la partida de dos jugadores. Ambos jugadores tienen sendos rectángulos de juego (que se muestran en pantalla) con una distribución de las burbujas idéntica en cada uno de ellos. Cuando un jugador elimina una gran cantidad de burbujas (cuatro o más), algunas de ellas son transferidas al rectángulo del oponente, normalmente demorando sus esfuerzos para limpiar de burbujas su zona de juego. En algunas versiones, el modo de dos jugadores puede jugarse por una persona contra un componente manejado por la computadora.

## Conexiones conBubble Bobble
Los personajes y la temática del juego se basan en el arcade de plataformas Bubble Bobble de 1986. En los créditos del final del juego suena un remix de la música original de Bubble Bobble.
Los dos dinosaurios que operan el puntero se llaman Bub y Bob (o Bubblun y Bobblun en Japón). Sus gráficos y animación se basan directamente en el Bubble Bobble original. En Puzzle Bobble también se encuentran los enemigos de Bubble Bobble, atrapados dentro de las burbujas. Durante el juego, se puede observar a estos moviéndose dentro de su burbuja, y salen despedidos cuando estas explotan.
| Color de la burbuja | Enemigo                       | Nombre japonés |
| ------------------- | ----------------------------- | -------------- |
| Roja                | Super Socket                  | Invader        |
| Amarilla            | Hullaballoon (a.k.a. Boaboa)  | Pulpul         |
| Verde               | Willy Whistle (a.k.a. Bonner) | Drunk          |
| Azul                | Bubble Buster (a.k.a. Benzo)  | Zen-Chan       |
| Morada              | Beluga (a.k.a. Blubba)        | Monsta         |
| Naranja             | Coiley (a.k.a. Bonnie-bo)     | Banebou        |
| Negra               | Incendo                       | Hidegonsu      |
| Blanca              | Stoner (a.k.a. Boris)         | Mighta         |

## Juegos de la serie
1. Puzzle Bobble (también denominado Bust-a-Move) – 1994
2. Puzzle Bobble 2 (Bust-a-Move 2 en Europa, Bust-a-Move Again en Norteamérica) – 1995
3. Puzzle Bobble 2X (con animaciones de temática vacacional en el attract mode y un modo especial con nuevos niveles) – 1995
4. Puzzle Bobble 3 (Bust-a-Move 3 en Europa, Bust-a-Move '99 en Norteamérica) – 1996
5. Puzzle Bobble 4 (también llamado Bust-a-Move 4) – 1997[1]
6. Puzzle Bobble Mini (en Neo Geo Pocket Color) – 1999
7. Super Puzzle Bobble (también conocido como Super Bust-a-Move) – 1999
8. Azumanga Puzzle Daioh (spin-off basado en los personajes de Azumanga Daioh, arcade) - 2001
9. Super Puzzle Bobble 2 (también denominado Super Bust-a-Move 2) – 2002
10. Super Puzzle Bobble All-Stars (Super Bust-a-Move All Stars en Europa, Bust-a-Move 3000 en Norteamérica) – 2003
11. Puzzle Bobble Mobile (para varios dispositivos móviles) – 2003
12. Puzzle Bobble VS (para Nokia N-Gage) – 2003
13. Bust-a-Move Deluxe (para PlayStation Portable) – 2004
14. Ultra Bust-a-Move (para Xbox) – 2004 en EE. UU., 2005 en Japón
15. Puzzle Bobble DS – 2005
16. Hippatte!! Puzzle Bobble (también llamado Bust-a-Move DS) – 2006
17. Ultra Puzzle Bobble Pocket (Bust-a-Move Deluxe en EE. UU., Bust-a-Move Ghost en Europa) – (en PlayStation Portable) – 2006
18. Bust-A-Move Bash! (on Wii) – 2007
19. Bust-a-Move Online – 2007
20. Bust-a-Move Mobile! (en teléfonos móviles) – 2008[2]
21. Space Puzzle Bobble[3] (Space Bust-a-Move en Norteamérica, Puzzle Bobble Galaxy en Europa) (Nintendo DS) - 2008[4]
22. Puzzle Bobble Plus! (también conocido como Bust-A-Move Plus!) (para WiiWare) - 2009
23. Puzzle Bobble Live (Xbox Live Arcade) – 2009
24. Puzzle Bobble (también denominado Bust-A-Move) (iOS) - 2009
25. Puzzle Bobble 3D (también llamado Bust-a-Move Universe) (Nintendo 3DS) - 2011
26. New Puzzle Bobble (también conocido como New Bust-A-Move) (iOS) - 4 de febrero de 2011
27. LINE Puzzle Bobble (iOS, Android) - diciembre de 2013
28. Bubblun March (iOS, Andorid) - 2014 (Notas: El juego fue publicado por Taito Games)[5]

## Clones
Se han producido muchos clones populares de Puzzle Bobble, incluyendo:
- Frozen Bubble
- Snood
- Bubble Shooter
- Squirrel Bobble para Vii
- Mordi Amore